# 烹炊所
烹炊所(ほうすいじょ) は、帝国海軍艦艇等の厨房、食堂のこと。

## 概要
烹炊所(ほうすいじょ) は、帝国海軍艦艇等の厨房、食堂を指し、烹炊所では主計兵が調理にあたり、主として兵員に対する食事の提供を行った。海軍の陸上施設内の食堂、厨房も烹炊所と呼称し、浴場等とともに、兵員に対する生活環境施設として整備されていた。　

## 用例
「烹炊所から銀蝿する」は、残飯飯や食材を烹炊所から盗んでくる行為をいう。
現代の海上自衛隊では「調理室」や「厨房」などと表示されているが、隊員の中には、隊員食堂のことを「烹炊所」と言う隊員もいる。
また、海上自衛隊舞鶴教育隊には「舞教烹炊所」という看板が掲げられていることが、舞鶴地方総監部公式アカウントで紹介された。